# Aderus nodieri
Aderus nodieri es una especie de coleóptero de la familia Aderidae. Fue descrita científicamente por Maurice Pic en 1933.

## Distribución geográfica
Habita en la localidad de Puducherry (India).